# Det var då vi kom
det var då vi kom är ett samlingsalbum – ett dubbelalbum – med det svenska punkbandet Grisen Skriker, som kom ut 2024. Albumet innehåller bandets 2 EP-skivor och tidigare outgivna liveinspelningar som bland annat spelades in 1979-08-20 på bandets sista spelning på Fyran. 

## Låtarna på albumet
1. Dansa Tills Du Dör *
2. Ett Tusen Punks *
3. Möglig Svamp *
4. Tänk Om … *
5. Sextiofem *
6. Vår Tids Folkmusik **
7. Plast **
8. Vi Ska Visa Dom **
9. En Öl Till **
10. En Öl Till ***
11. Direkt aktion ***
12. P3 ***
13. Grisen Skriker ***
14. Jag Är Så Dum ***
15. VI Ska Visa Dom ***
16. Sextiofem ***
17. Ett Tusen Punks ****

- *=Från Grisen Skrikers EP
- **= Från Grisen Skrikers Sista EP
- ***= Inspelat 20 augusti 1979 på bandets sista spelning på ungdomsgården Fyran på Lästmakargatan 4 i Stockholm.
- ****= Inspelat 17 maj 1979 på Rock för jobb.